# Elmoia hamata
Elmoia hamata är en tvåvingeart som först beskrevs av Hardy och Linda M. Kohn 1964.  Elmoia hamata ingår i släktet Elmoia och familjen styltflugor. Inga underarter finns listade i Catalogue of Life.